# Agrigento
Agrigento ili Agrigent (do 1927. poznat kao Girgenti na sicilijanskom) je grad u jugozapadnoj Siciliji, oko 4 km udaljen od obale; glavni grad istoimene pokrajine i biskupsko sjedište.
U okolici grada razvijena je poljoprivreda, rudnici sumpora i potaše, prehrambena industrija i turizam.
U Contradi Kaos, nedaleko od Agrigenta, rođen je dramatičar i dobitnik Nobelove nagrade za književnost – Luigi Pirandello.

## Povijest
Antičku koloniju (grčki: Akragas) osnovali su Dorani u 6. st. pr. Kr. Akragas je bio i rodno mjesto filozofa Empedokla. God. 480. pr. Kr. Akragas je u savezu sa Sirakuzom kraj Himere pobijedio Kartažane. Kartažani razaraju grad 406. pr. Kr., a grad stradava i za punskih ratova. God. 210. pr. Kr. zauzimaju ga Rimljani i nazivaju ga Agrigentum (latinski).
U srednjem vijeku osvajali su ga Bizantinci, Saraceni (koji ga prozivaju Kerkent) i Normani koji su osnovali biskupiju i podigli velebne crkve u 13. st. i katedralu u Agrigentu (14. st.).
God. 1860., stanovnici Agrigenta su oduševljeno podržali Garibaldija u njegovu pothvatu za ujedinjenjem Italije (Risorgimento).
U Drugom svjetskom ratu u Agrigentu se iskrcala američka vojska (srpanj 1943.). Agrigento je stradao u strašnim klizištima tla 1944. i 1966. god. u kojima su poginule tisuće ljudi.

## Znamenitosti
U Agrigentu se nalaze bogati arheološki ostaci, posebno iz doba antičke Grčke, poput zidina i sedam dorskih hramova iz 6. i 5. st. pr. Kr. poredanih na kamenoj terasi poznatoj kao „Dolina hramova” (Valle dei Templi). Dolina se od 1997. god. nalazi na UNESCO-ovom popisu svjetske baštine kao Arheološka zona Agrigento.
Pored Tezejeva hrama u Ateni i Herina u Paestumu, Konkordijin hram u Agrigentu je najbolje sačuvan grčki hram. On je jedan od posljednjih sagrađenih u Velikoj Grčkoj (Magna Graecia), a njegovom očuvanju pomogla je činjenica da je pretvoren u kršćansku crkvu 597. god., te se u njenoj okolici nalaze brojne katakombe.
Ostali hramovi su očuvani samo fragmentarno, zbog mnogih zemljotresa i odnošenja kamena za druge potrebe. Najveći je bio Hram Olimpijskog Zeusa koji je bio posvećen Bitci na Himeri 480. pr. Kr. Vjeruje se kako je on bio najveći dorski hram ikada izgrađen. Hramovi posvećeni Hefestu, Heraklu i Asklepiju, kao i svetišta Demetre i Perzefone (poznati kao hramovi Kastora i Poluksa) su uništeni u požaru koji su zapalili Kartažani 406. pr. Kr.
- Konkordijin hram
- Herin hram
- Junonin hram
- Pali Atlas s hrama Olimpijskog Zeusa
- Gradska vrata Porta di Ponte
- Normanska katedrala sv. Gerlanda iz 14. st.
- Barokna crkva sv. Lovre
- Rodna kuća L. Pirandella

U okolici grada nalaze se i djela poput špiljskog Demetrinog hrama iznad kojeg je izgrađena crkva San Biagio, te helenistički nadgrobni spomenik znan kao „Theronova grobnica“ na koji je u 13. st. dodana crkva Svetog Nikole.
Od srednjovjekovnih građevina sačuvane su katedrala (14. st.) i crkva Svete Marije od Grka (13. st.) koja se nalazi na mjestu drevnog grčkog hrama, po čemu je i dobila ime.

## Zbratimljeni gradovi
- München, Njemačka
- Nabeul, Tunis
- Perm, Rusija
- Tampa, SAD
- Valenciennes, Francuska